# Rachel Brooks
Rachel Brooks (30 september 1963) is een Engels dartspeelster.
Brooks begon met darten op vijfenveertig jarige leeftijd. In 2012 won ze de Czech Open. In 2013 haalde ze de finale van de World Masters. Ze verloor van Deta Hedman met 1-4. Wel won ze de Turkish Open. In 2014 speelde ze op de World Professional Darts Championship 2014 maar verloor in de eerste ronde van Ann-Louise Peters. In 2015 haalde ze weer de BDO World Darts Championship 2015. Dit keer verloor ze in de kwartfinale van Sharon Prins nadat ze in de eerste ronde van Casey Gallagher had gewonnen. In 2016 verloor ze in de eerste ronde van Lorraine Winstanley om de BDO World Darts Championship 2016. In 2017 verloor ze in de eerste ronde van Aileen de Graaf om de BDO World Darts Championship 2017.
In 2017 maakte Brooks de overstap van de BDO naar de PDC. Ze probeerde hier door aan Q-School mee te doen een tourcard te halen. Dit is haar echter 4 jaar op rij niet gelukt.

## Resultaten op wereldkampioenschappen

### BDO
- 2014: Laatste 16 (verloren van Ann-Louise Peters met 0-2)
- 2015: Kwartfinale (verloren van Sharon Prins met 1-2)
- 2016: Laatste 16 (verloren van Lorraine Winstanley met 0-2)
- 2017: Laatste 16 (verloren van Aileen de Graaf met 0-2)